# Kulturforum Berlin
Kulturforum Berlin is het culturele centrum van Berlijn, gelegen aan de Potsdamer Straße in de wijk Berlin-Tiergarten. Hier bevinden zich onder meer enkele musea, de Philharmonie en de Staatsbibliotheek.

## Musea
- Neue Nationalgalerie (1965–1968, Ludwig Mies van der Rohe)
- Gemäldegalerie (1998, Heinz Hilmer en Christoph Sattler)
- Kupferstichkabinett Berlin (Tekeningen en grafiek)
- Kunstgewerbemuseum (1978, Rolf Gutbrod)
- Muziekinstrumentenmuseum (1984, Edgar Wisniewski)

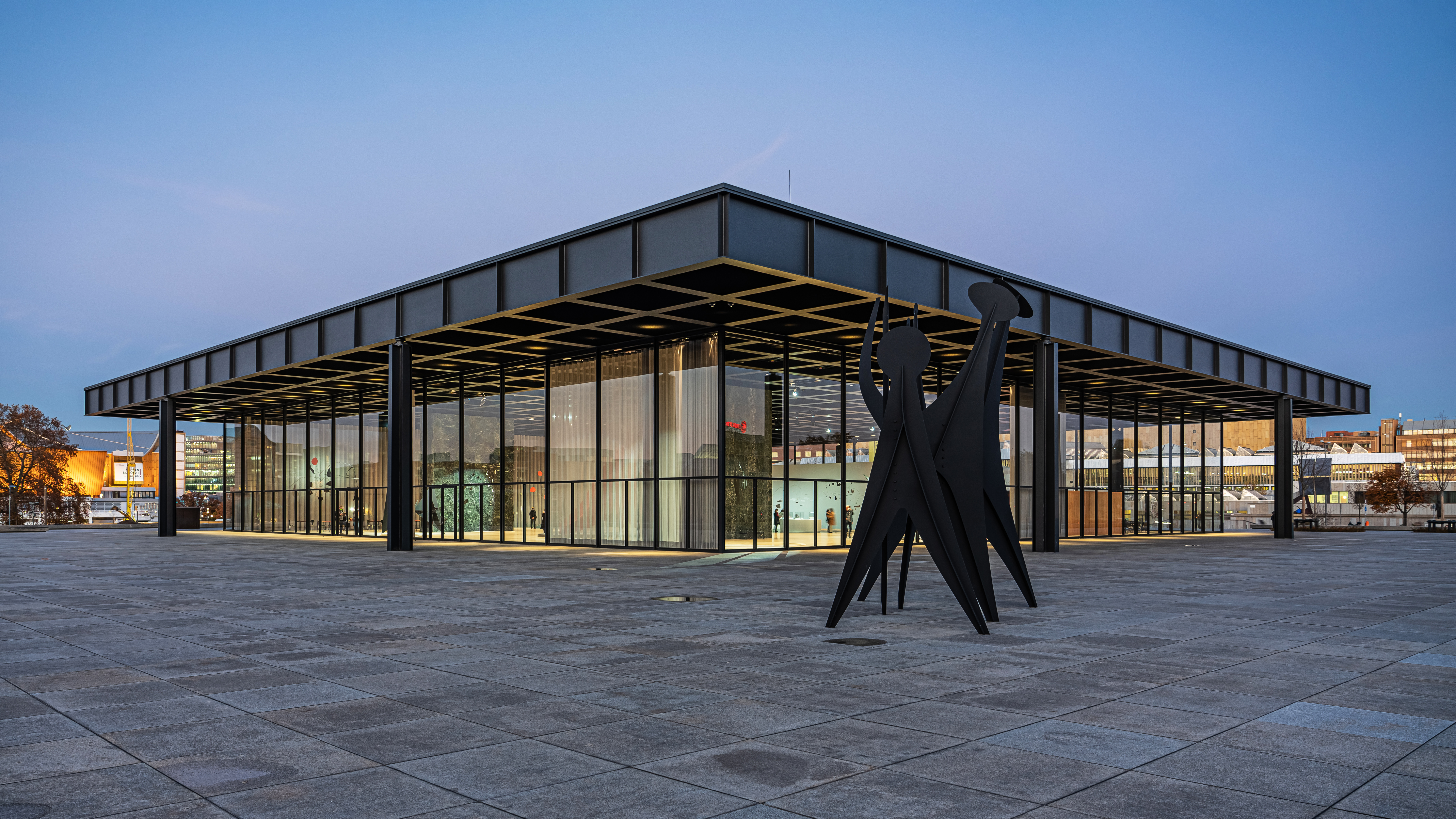
De Neue Nationalgalerie
De musea
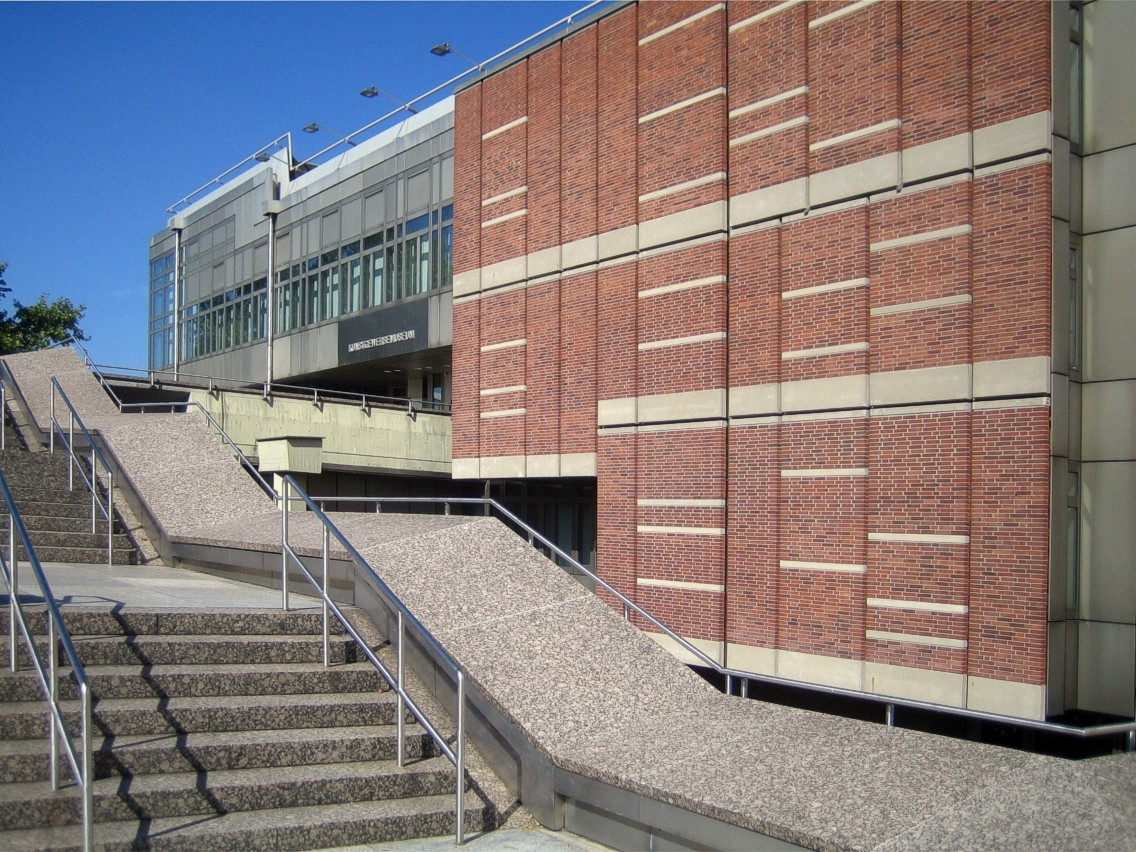
Kunstgewerbemuseum

## Bibliotheken
- Staatsbibliothek zu Berlin (1967–1976, Hans Scharoun)
- Kunstbibliotheek

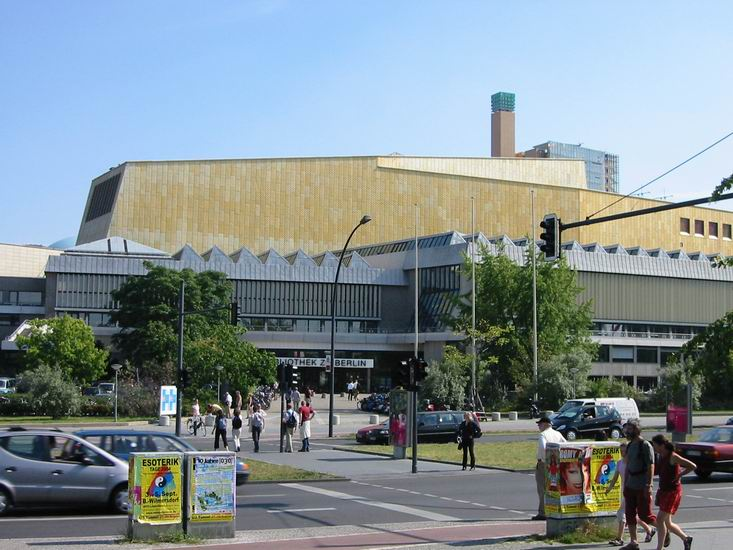
Staatsbibliotheek vestiging Potsdamer Straße
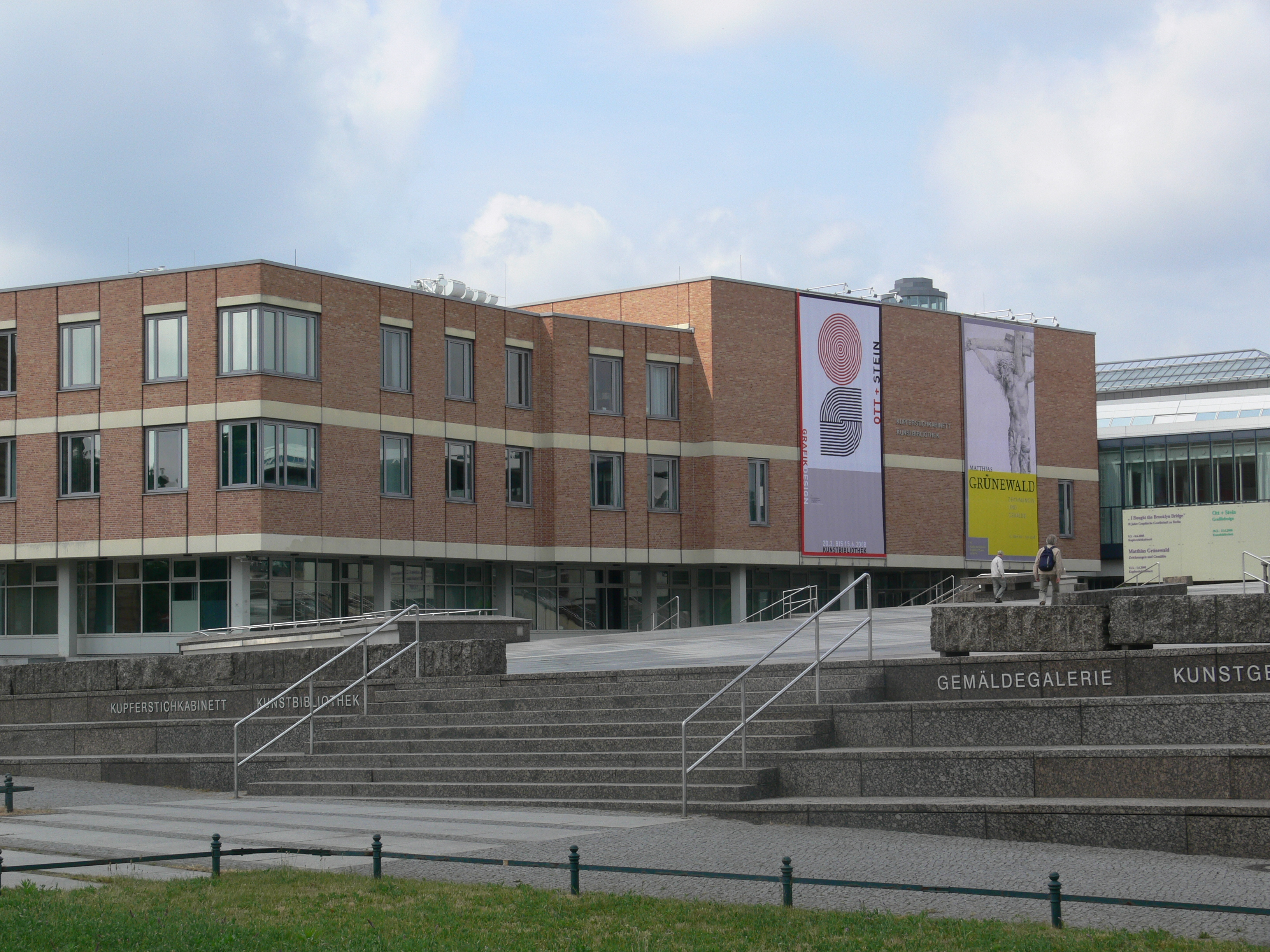
Kunstbibliothek/ Kupferstichkabinett

## Concertzalen
- Berliner Philharmonie (1960–1963, Hans Scharoun)
- Kammermusiksaal Berlin (Hans Scharoun, Edgar Wisniewski)

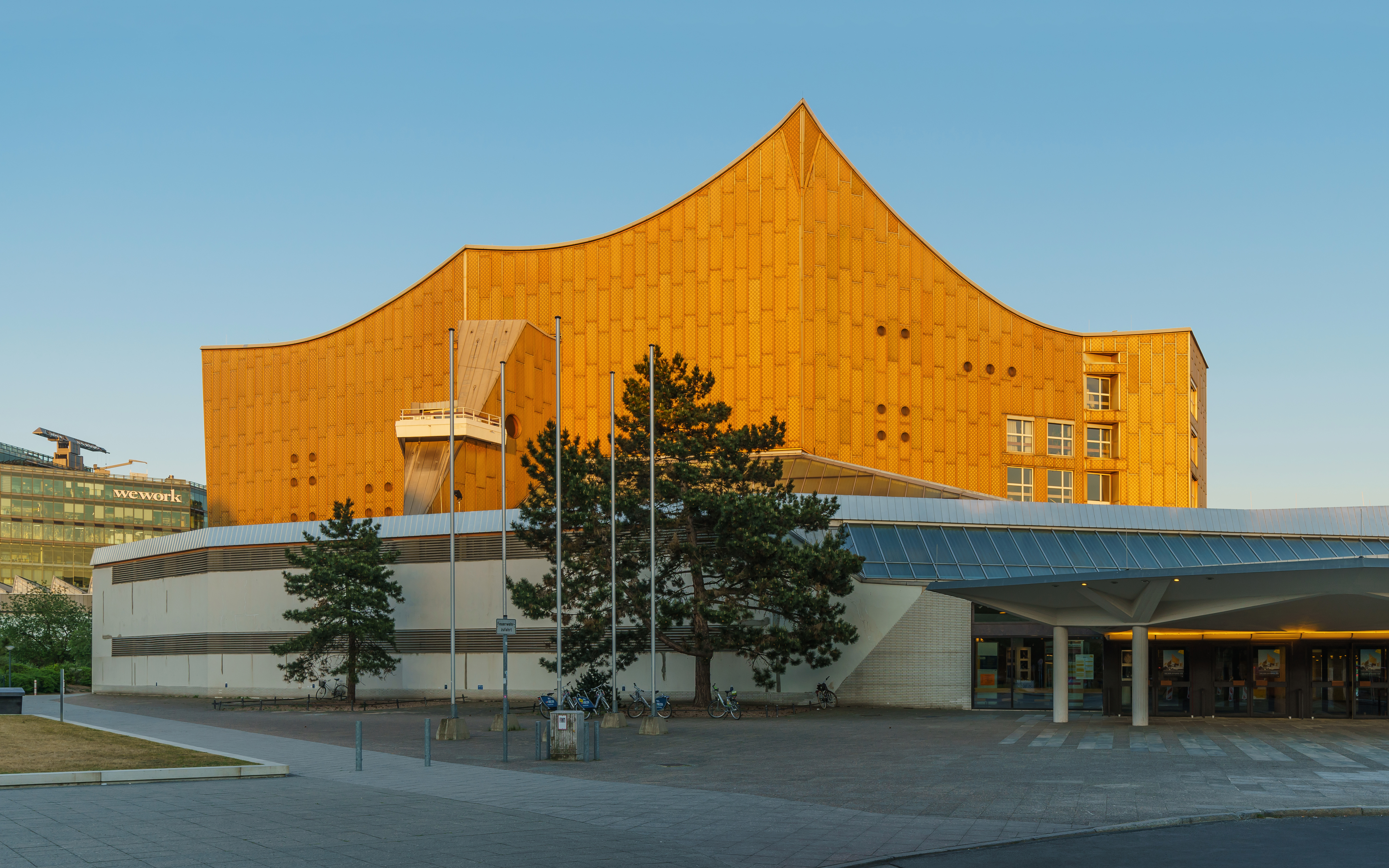
concertzaal
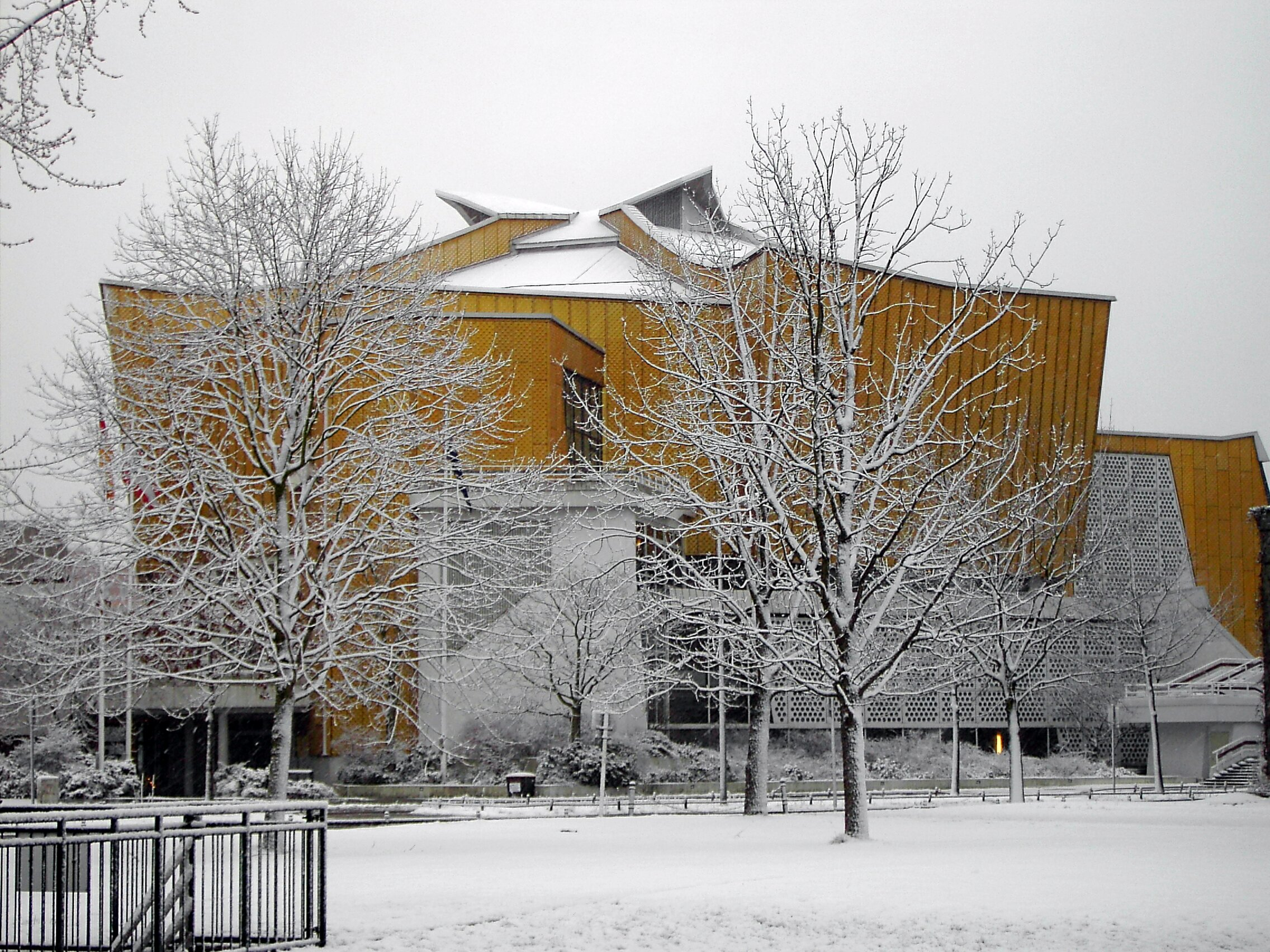
kamermuziekzaal
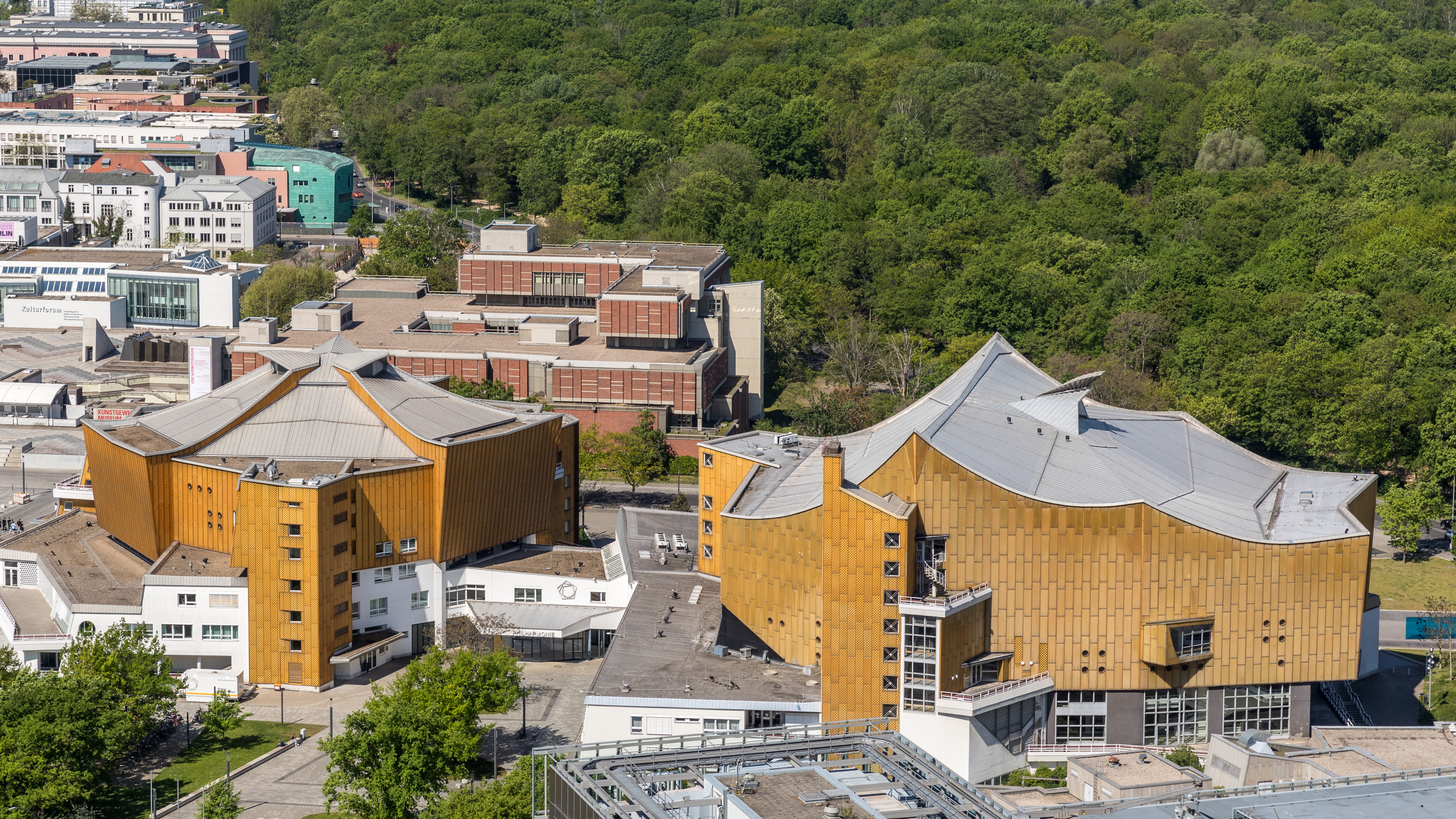
het gehele complex